# Phyllostachys nuda
Phyllostachys nuda är en gräsart som beskrevs av Mcclure. Phyllostachys nuda ingår i släktet Phyllostachys och familjen gräs. Inga underarter finns listade i Catalogue of Life.